# Масальцев, Владимир Семёнович
Владимир Семёнович Масальцев (род. 29 ноября 1938, Спасск, Новосибирская область) — советский футболист, нападающий.

## Биография
Владимир Масальцев родился 29 ноября 1938 года в посёлке Спасск Горно-Шорского национального района Новосибирской области (сейчас в Таштагольском районе Кемеровской области).
Играл в футбол на позиции нападающего. В 1956—1957 годах выступал за симферопольский «Буревестник» в чемпионате Крымской области.
В 1958 году дебютировал во второй группе класса «А» чемпионата СССР в составе симферопольского «Авангарда», провёл 22 матча, забил 1 мяч.
В 1959 году выступал за симферопольский «Спартак» в чемпионате Крыма, после чего вернулся в «Авангард», сыграв в турнире второй группы класса «А» 34 матча и забив 6 мячей.
В 1961 году перешёл в кишинёвскую «Молдову», выступавшую в первой группе класса «А». Провёл в высшем эшелоне советского футбола 9 матчей, забил 2 гола. На следующий год снова был в заявке «Молдовы», но не выходил на поле и большую часть сезона-62 провёл лигой ниже в симферопольском «Авангарде», в составе которого сыграл 19 матчей и забил 4 мяча.
В 1963 году выступал в классе «Б» за севастопольский СКФ, забил 7 мячей.